# La Matanza (Argentina)
La Matanza é o mais populoso dos 135 distritos da província de Buenos Aires, Argentina. Faz parte da zona sudoeste da Grande Buenos Aires. É segundo distrito mais povoado do país, superado apenas pela cidade de Buenos Aires. Com 1.837.774 de habitantes, possui uma densidade populacional de 5.440,8 hab/km² de acordo com o censo de 2022. Seu centro administrativo encontra-se no município de San Justo.

## Toponímia
Existem seis versões para a origem do nome de La Matanza:
1. Massacre realizado por Pedro de Mendoza no encontro com índios em 1536.
2. Massacre realizado por Juan de Garay contra índios entre 1580, e 1583.
3. Abate de gado na área que hoje é ocupada pelo distrito.
4. Pela matança de cães selvagens.
5. Ao transplantar um português durante uma viagem de Vespúcio.
6. Em homenagem a Juan de Garay, local onde teria sido assassinado.

## História

### Fundação
Em 1852, iniciou-se a ocupação do distrito pelo estado para ordens políticas e econômicas, e elevado a distrito pelo então governador de Buenos Aires, Pastor Obligado, em 1854. A instalação do distrito ocorreu em inícios de 1856, e no natal daquele ano, ocorreu a fundação de San Justo, hoje centro administrativo de La Matanza.
Um grande crescimento demográfico foi vivenciado a partir de 1930 devido a industrialização local nos anos seguintes. Por causa da crise econômica causada na Argentina na década de 1970, muitas fábricas foram esvaziadas, e as áreas deram lugar a supermercados, e centenas de casas ocupadas por populações em extrema pobreza que se refugiaram nas imediações em decorrência da Ditadura Militar Argentina, e falência dos comércios.
Devido a repressão e ações de milícias, um grande número de pessoas foram presas ou desapareceram do distrito.
Com o passar do tempo, as mudanças temporais alteraram a fisionomia de todo o núcleo urbano de La Matanza. Atualmente, é uma região dinâmica e cultural da grande Buenos Aires, possuindo vários bairros residenciais, centros universitários, hospitais, e empresas da tecnologia. 

## Municípios
Dentro do distrito de La Matanza, estão inseridos um total de 16 municípios:
- Aldo Bonzi
- 20 de Junio
- Ciudad Celina
- Ciudad Evita
- González Catán
- Gregorio de Laferrere
- Isidro Casanova
- La Tablada
- Lomas del Mirador
- Rafael Castillo
- Ramos Mejía
- San Justo (sede administrativa)
- Tapiales
- Villa Luzuriaga
- Villa Madero
- Virrey del Pino

## Política
A administração local é composta pelo poder executivo municipal. Este órgão legislativo é composto por 24 vereadores, determinado pela razão do distrito ter mais de 200 mil habitantes. Desde 1983 é governado por prefeitos do Partido Justicialista Argentino, um partido peronista de centro esquerda.

## Esporte

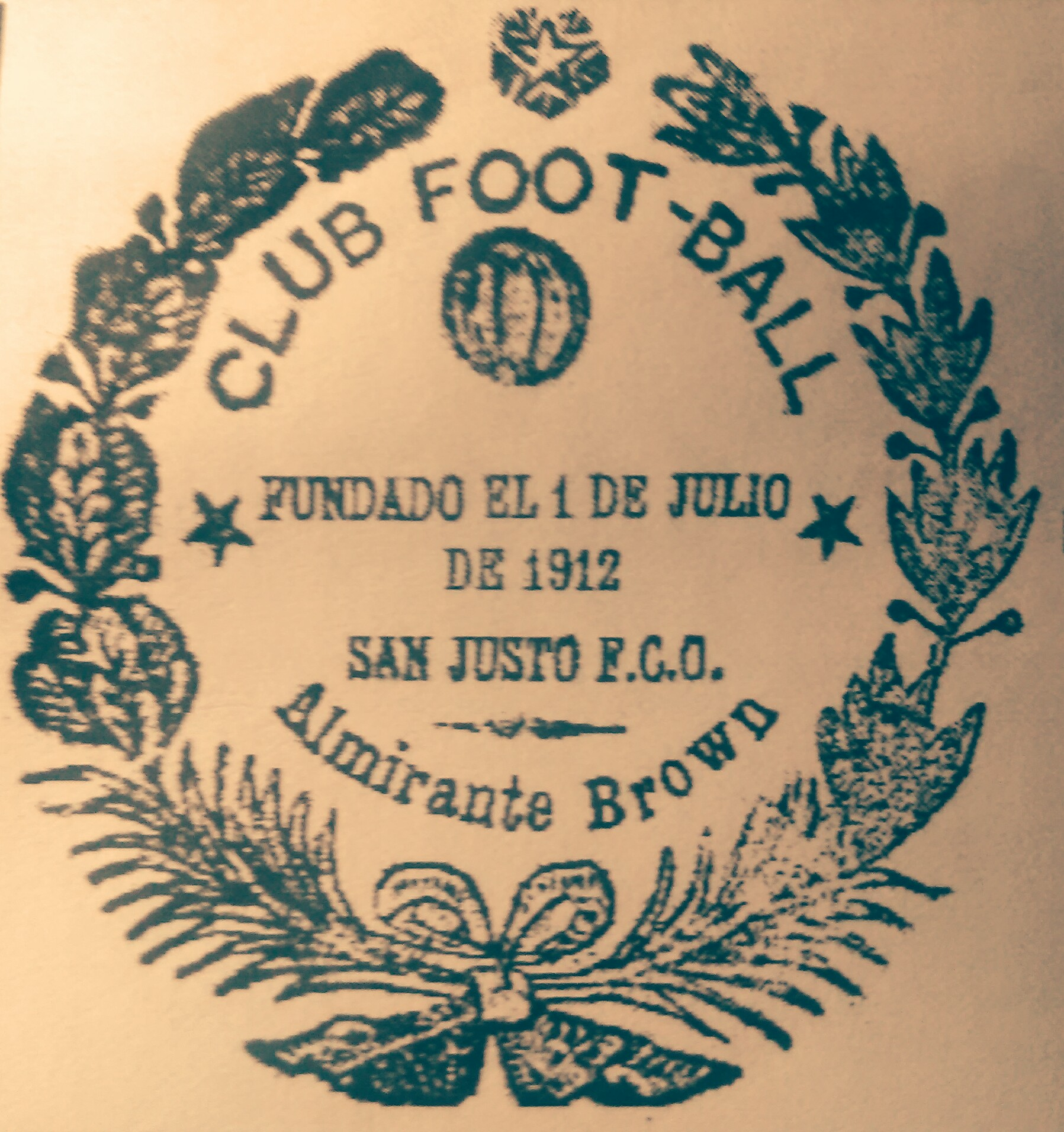
Selo de 1912 do Club Almirante Brown, sediado em San Justo.

O esporte mais popular entre a população de La Matanza, é o futebol. Outros esportes como basquete, handebol, rúgbi, e vôlei, também possuem grande relevância. 

Estão sediados em La Matanza, clubes sul-americanos como Almirante Brown, Deportivo Laferrere, Deportivo Paraguayo, Liniers, Lugano, e Sportivo Italiano.